# Рейс 7500
Рейс 7500 (англ. Flight 7500) — американсько-японський фільм жахів 2014 року режисера Такасі Сімідзу за сценарієм Крейга Розенберга. У стрічці знялися Леслі Бібб, Джеррі Феррара, Раян Квонтен, Джеймі Чон, Крістіан Серратос, Ніккі Вілан та Емі Смарт.

## Сюжет
Рейс 7500 авіакомпанії Vista Pacific Airlines, на Боїнгу 747—300, вирушає з Лос-Анджелеса до Токіо. Серед пасажирів на борту є група з двох пар відпочиваючих — Лін (Аджа Еванс) і Джек (Бен Шарплз), Бред (Раян Квонтен) і Піа (Емі Смарт), які таємно розійшлися; злодій Джейк (Алекс Фрост); бізнесмен Ленс (Рік Келлі), який подорожує зі дивним дерев'яним ящиком; молода жінка Ракель (Крістіан Серратос); молодята Рік (Джеррі Феррара) та Ліз (Ніккі Вілан); і готка Джасінта (Скаут Тейлор-Комптон). Стюардеси Лора (Леслі Бібб) і Сюзі (Джеймі Чон) вітають пасажирів на борту. Сюзі розпитує Лору про її таємні стосунки з одруженим капітаном Пітом (Джоннатан Шек).
Через кілька годин у польоті літак потрапляє в турбулентність, яка незабаром минає. У Ленс настає панічна атака, у нього з рота починає виходити кров. Коли Ленс раптово помирає, капітан Піт продовжує летіти в Японію. Пасажирів першого класу перевели в економ, а тіло Ленса залишили в закритому першому класі.
Лора помічає, що пластикові пляшки з водою стискаються, що вказує зростання тиску в салоні. Вона просить усіх пристебнути ремені безпеки. Коли кисневі маски роздаються над сидіннями, салон наповнюється густим димом. Після того, як тиск нормалізується і дим зникає, Лора виявляє Ракель без свідомості в туалеті і реанімує її кисневим балоном. Тим часом радіо літака перестало працювати і капітан Піт не може зв'язатися з диспетчерами Токіо.
Джейк іде в перший клас, щоб обікрасти тіло Ленса, але тіло раптово починає рухатися. Сюзі помічає, що Джейк і тіло Ленса зникли. Лора помічає винищувач F-16, який пролітає біля їхнього літака, і дзвонить у кабіну, щоб повідомити Піта, але він відповідає, що жодних винищувачів немає. Раптово зображення на екрані телевізора спотворюється і виникає образ Ленса, а Ліз бачить відображенням Ленса на екрані свого ноутбука. Ракель повертається в туалет, щоб зробити тест на вагітність, який виявляється негативним. В цей час дим починає наповнювати туалет і невідома рука хапає її і тягне до підлоги.
Образи Ленса, що з'являються на їхніх екранах, спонукають пасажирів перевірити його речі. У його валізі вони знаходять кілька пучків волосся з наклеєними на них жіночими іменами. Вони відкривають маленьку дерев'яну коробку Ленса і знаходять «ляльку смерті». Джасінта пояснює, що лялька це сініґамі — істота, яка збирає душі людей після смерті, але тільки якщо вони відпустять все, що затримує їх у цьому світі.
Лора шукає багаж Ленса у багажному відсіку. В цей час її хапає чиясь рука. Коли Сьюзі чекає на Лору біля сходу, друга рука хапає її. Сьюзі біжить у перший клас, а за нею суне хмара диму. Дим швидко очищається, і Бред, Піа, Рік, Ліз і Джасінта кидаються з'ясувати, що не так. Коли Сьюзі прямує до них, відкривається одне із підвісних відділень, і вона зникає в ньому. У той час як інші кидаються до кабіни, Джакінта вирішує, що єдиний варіант — смерть, і вона охоче прямує до невідомої фігури, яка постає перед нею. Інші виявляють, що капітан Піт, Лін та Джек мертві.
Телевізор у салоні раптово вмикається, показуючи новину про те, що Рейс 7500 зазнав катастрофічної декомпресії, зв'язок з ним втрачений, а винищувач підтвердив смерть усіх на борту. Кожна з групи знаходить своє тіло на своїх місцях. Бред і Піа приймають свою смерть і примиряються, коли в літаку закінчується пальне і врізається в океан. Через деякий час Ліз прокидається, виявивши літак порожнім. Вона чує дивний шум, що лунає з одного з відходів для сміття, з'являється знебарвлена рука, і Ліз зникає з кадру.

## У ролях
| Актор                   | Роль          |
| ----------------------- | ------------- |
| Леслі Бібб              | Лора          |
| Джеймі Чон              | Сьюзі         |
| Раян Квонтен            | Бред          |
| Емі Смарт               | Піа           |
| Джеррі Феррара          | Рік           |
| Ніккі Вілан             | Ліз           |
| Джасінта Тейлор-Комптон | Джасінта      |
| Крістіан Серратос       | Ракель        |
| Алекс Фрост             | Джейк         |
| Аджа Еванс              | Лін           |
| Бен Шарплс              | Джейк         |
| Рік Келлі               | Ленс          |
| Джонатон Шек            | Піт           |
| Девід Баннер            | Том           |
| Раян Гіга               | Дастін        |
| Девід Чізан             | репортер NTSB |